# Vähäjärvi (Korpilombolo socken, Norrbotten)
Vähäjärvi är en sjö i Pajala kommun i Norrbotten och ingår i Kalixälvens huvudavrinningsområde. Sjön har en area på 0,329 kvadratkilometer och ligger 147 meter över havet. Vähäjärvi ligger i Torne och Kalix älvsystem Natura 2000-område. Sjön avvattnas av vattendraget Puolamajoki.

## Delavrinningsområde
Vähäjärvi ingår i det delavrinningsområde (743789-180002) som SMHI kallar för Namn saknas. Medelhöjden är 184 meter över havet och ytan är 7,83 kvadratkilometer. Det finns ett avrinningsområde uppströms, och räknas det in blir den ackumulerade arean 14,99 kvadratkilometer. Puolamajoki som avvattnar avrinningsområdet har biflödesordning 3, vilket innebär att vattnet flödar genom totalt 3 vattendrag innan det når havet efter 154 kilometer. Avrinningsområdet består mestadels av skog (82 procent). Avrinningsområdet har 0,33 kvadratkilometer vattenytor vilket ger det en sjöprocent på 4,2 procent.